# Xavier (catch)
Pour les articles homonymes, voir Xavier et Bedoya.
Ne doit pas être confondu avec Xavier Woods.
John Bedoya, né le 28 décembre 1977 et mort le 16 août 2020, plus connu sous le nom de Xavier, est un ancien catcheur et un lutteur en arts-martiaux. Il est notamment connu pour son travail à la Ring Of Honor, notamment en remportant une fois le ROH World Championship.

## Carrière

### Circuit Indépendant
Il a commencé à catcher en 1997, en s'entraînant avec Tony DeVito. Il a travaillé dans de nombreuses fédérations telles que la USA Pro Wrestling, UXW, Pro-Pain Pro Wrestling (3PW), East Coast Wrestling Association (ECWA), MXW, Jersey All Pro Wrestling (JAPW), New York Wrestling Connection (NYWC), Northeast Wrestling (NEW), et la Chaotic Wrestling. Il remporte notamment le ICW Championship en battant Mikey Whipwreck le 26 janvier 2001 à The Revolution Continues. Le 7 juillet, il perd son titre contre Low-Ki à Last Stand At The Elk's.
Il a également fait plusieurs apparitions à la WWE, notamment le 18 janvier 2003 en perdant face à Chuck Palumbo. Il a également fait quelques apparitions à la TNA, notamment le 22 janvier 2003 en combattant Kid Kash lors de Xplosion. Il est réapparu à la WWE en 2005 en perdant face à Paul Burchill.  Le 26 juillet 2010, il refait une apparition à la TNA durant un dark match contre Douglas Williams lors d'Impact Wrestling.

### Ring Of Honor (2002-2007)

#### Débuts et ROH Championship (2002-2004)
Il commence le 23 février 2002, lors du premier show de la ROH, en gagnant face à Scoot Andrews. Après avoir combattu plusieurs fois avec succès, notamment contre Andrews, il obtient un match de championnat pour le ROH Championship. Le 21 septembre 2002, il bat le ROH Champion Low-Ki grâce à une intervention de Christopher Daniels et devient le second ROH Champion de la fédération. À la suite de cette intervention, il s'unit avec Christopher Daniels pour former The Prophecy. Il parvient à défendre son titre face à Jay Briscoe et à A.J Styles à la fin de 2002. Il entame ensuite une rivalité contre Paul London, contre lequel il parvient à conserver son titre à deux reprises. Il perd son titre le 22 mars 2003 face à Samoa Joe, qui met fin à 182 jours de règne.
Après quelques semaines d'inactivité, il entame une rivalité contre son ancienne équipe. Le 16 août, il perd face à Christopher Daniels pour devenir challenger au ROH Championship. Le 27 décembre, à Final Battle 2003, il perd face à John Walters.
En 2004, il rejoint The Embassy, équipe dirigée par Prince Nana. Le 13 mars, il bat Slyk Wagner Brown. Il quitte la ROH à la suite d'une blessure.

#### Retour à la ROH (2006-2007)
Il revient à la ROH le 11 février 2006 en défiant Bryan Danielson pour le ROH World Championship. Il perd le match par disqualification à la suite d'une intervention de Jimmy Rave. Le 16 février 2007, il perd contre Shingo, Jimmy Jacobs et Jack Evans dans un Four Corner Survival Match, match remporté par Evans.

### Arts martiaux mixtes
Il commence les arts martiaux en 2009 dans des fédérations amateures sous le nom de « John Xavier ». Il perd son premier match contre Rich Bianchi. Il remporte son second match par TKO en 14 secondes. En janvier 2013, il perd par décision unanime son dernier match.

## Mort
Bedoya meurt le 16 août 2020.